# Осопное (Светлогорский район)
Осопное (бел. Асо́пнае) — деревня в Сосновоборском сельсовете Светлогорского района Гомельской области Республики Беларусь.

## География

### Расположение
В 10 км на юго-запад от Светлогорска, в 6 км от железнодорожной станции Светлогорск-на-Березине (на линии Жлобин-Калинковичи), в 120 км от Гомеля.

### Гидрография
На юге, востоке и севере мелиоративные каналы, связанные через Медведовский канал с сетью каналов Припятской системы.

## Транспортная система
Рядом автодорога Светлогорск — Горки.
В деревне 9 жилых домов (2004 год). Планировка складывается из прямолинейной, короткой улицы, с меридиональной ориентацией. Застройка деревянными домами, усадебного типа.

## История
Согласно письменным источникам деревня известна с XIX века в Карповичской волости Речицкого уезда Минской губернии. В 1930 году организован колхоз.
До 10 марта 1960 года деревня входила в состав Шатилковского сельсовета Паричского района, до 30 марта 1992 года — в состав Чирковичского сельсовета, до 16 декабря 2009 года в составе Печищанского сельсовета; с 16 декабря 2009 года в составе Сосновоборского поселкового Совета депутатов; с 12 декабря 2013 года в составе Сосновоборского сельсовета.

## Население

### Численность
- 2021 год — 4 жителя

### Динамика
- 1897 год — 12 дворов, 69 жителей
- 1959 год — 119 жителей (согласно переписи)
- 2004 год — 9 дворов, 12 жителей
- 2021 год — 4 жителя